# Червоний Брід (станція)
Червоний Брід (біл. Красны Брод) — станція Могильовського відділення Білоруської залізниці в Бобруйському районі Могильовської області. Розташована в станції Червоний Брід; на лінії Бобруйськ — Рабкор, поміж зупинними пунктами Туголиця і Глібова Рудня.